# The Freewheelin’ Bob Dylan
The Freewheelin’ Bob Dylan (рус. Боб Дилан сам по себе) — второй студийный альбом американского певца и поэта Боба Дилана. В отличие от первого альбома Bob Dylan, содержавшего только две песни, написанные самим Диланом, материал альбома Freewheelin'  написан Диланом за исключением народной песни «Corrine, Corrina» и песни Генри Томаса «Honey, Just Allow Me One More Chance», переделанной Диланом. Сочинённые Диланом песни демонстрируют его незаурядный талант автора песен. Песня «Blowin’ in the Wind», открывающая альбом, стала одной из самых известных и часто исполняемых другими исполнителями песен Дилана. В июле 1963 года эта песня стала международным хитом в исполнении трио «Peter, Paul & Mary».
Альбом The Freewheelin’ Bob Dylan достиг 22-й позиции в чартах США (со временем достигнув платинового статуса), а в 1965 году достиг первой позиции в чартах Великобритании.
Это одна из 50-ти записей, отобранных в 2002 году Библиотекой конгресса США для Национального реестра аудиозаписей.
В 2003 году журнал Rolling Stone поместил альбом на 97-е место в списке 500 величайших альбомов всех времён.

## Список композиций
Песни написаны Бобом Диланом кроме отмеченных
Сторона «A»
1. «Blowin’ in the Wind» (на тему негритянского спиричуэла) — 2:48
2. «Girl from the North Country» — 3:22
3. «Masters of War[англ.]» (на музыку англ. нар. песни) — 4:34
4. «Down the Highway» — 3:27
5. «Bob Dylan’s Blues» — 2:23
6. «A Hard Rain’s a-Gonna Fall» — 6:55
7. «Don’t Think Twice, It’s All Right» — 3:40

Сторона «Б»
1. «Bob Dylan’s Dream» — 5:03
2. «Oxford Town» — 1:50
3. «Talkin’ World War III Blues» — 6:28
4. «Corrine, Corrina» (народная песня) — 2:44
5. «Honey, Just Allow Me One More Chance» (Генри Томас, Боб Дилан) — 2:01
6. «I Shall Be Free[англ.]» — 4:49

Для оформления второго альбома Дилана была привлечена команда сотрудников Columbia Records, они уже работали над его дебютным альбомом — фотограф Don Hunstein и арт-директор John Berg. Для обложки была использована фотография Боба Дилана с его подругой тех лет Сьюзи Ротоло, серия фотографий была сделана на Jones Street в районе South Village в Нью-Йорке. Позднее застройка этой улицы была признана городским историческим мемориалом после нескольких лет агитации со стороны коалиции общественных групп. Сегодня Jones Street выглядит почти так же, как и в 1963 году, в год выхода альбома. На фотографии, сделанной Доном Хунстеном, образы Боба Дилана и Сьюзи Ротоло привлекательны, но не гламурны, они «молоды, счастливы и влюблены».